# 杜若君
杜若君（1912年—1987年），男，山东禹城人，中国政治学家，曾任吉林大学教授，中国政治学会副会长。